# Aartsbisdom Antofagasta
Het aartsbisdom Antofagasta (Latijn: Archidioecesis Antofagastensis) is een rooms-katholiek aartsbisdom met als zetel Antofagasta, de hoofdstad van de Chileense regio Antofagasta. De aartsbisschop van Antofagasta is metropoliet van de kerkprovincie Antofagasta, waartoe ook de volgende suffragane bisdommen behoren:
- Iquique
- San Juan Bautista de Calama
- San Marcos de Arica

## Geschiedenis
Het aartsbisdom werd opgericht in 1881, als missio sui iuris Antofagasta, uit delen van het bisdom La Serena. In 1887 werd het verheven tot apostolisch vicariaat. Op 3 februari 1928 werd het verheven tot bisdom en werd suffragaan aan het aartsbisdom Santiago de Chile. Op 20 mei 1939 veranderde het van kerkprovincie en werd suffragaan aan het aartsbisdom La Serena. Op 28 juni 1967 werd het verheven tot metropolitaan aartsbisdom.

## Parochies
Het aartsbisdom had in 2022 een oppervlakte van 84.504 km2 en telde 649.425 inwoners waarvan 64,4% rooms-katholiek was.

## Ordinarii

### Bisschoppen
- Florencio Eduardo Fontecilla Sánchez (2 april 1882 - 15 mei 1887)
- Luís Silva Lezaeta (15 mei 1887 - 4 maart 1896)
- Felipe Salas Errázuriz (4 maart 1896 - 4 november 1904)
- Luís Silva Lezaeta (4 november 1904 - 21 mei  1929)
- Alfredo Cifuentes Gómez (23 december 1933 - 5 juni 1943)
  - Arturo Mery Beckdorf (hulpbisschop: 22 maart 1941 - 29 juli 1944; apostolisch administrator: 8 juni 1943 - 29 juli 1944)
- Hernán Frías Hurtado (13 januari 1945 - 29 mei 1957)

### Aartsbisschoppen
- Francisco de Borja Valenzuela Ríos (20 augustus 1957 - 25 maart 1974)
  - Juan Luis Ysern de Arce (hulpbisschop: 12 april 1972 - 13 mei 1974)
- Carlos Oviedo Cavada (25 maart 1974 - 30 maart 1990)
- Patricio Infante Alfonso (12 december 1990 - 26 november 2004; coadjutor sinds 27 februari 2004)
  - Juan Bautista Herrada Armijo (hulpbisschop: 30 november 1991 - 16 juli 1997)
- Pablo Lizama Riquelme (26 november 2004 - 8 juni 2017)
- Ignacio Francisco Ducasse Medina (8 juni 2017 - heden)

Antofagasta (aartsbisdom) · Iquique · San Juan Bautista de Calama · San Marcos de Arica